# Йероним Доростолски
Йероним (на гръцки: Ιερώνυμος, Йеронимос) е гръцки духовник, епископ на Вселенската патриаршия.

## Биография
Служи като велик архидякон на Вселенската патриаршия. През януари 1840 година е избран и по-късно ръкоположен за доростолски митрополит. Умира през ноември 1851 година.